# Bulgarische Badmintonmeisterschaft 2022
Die Bulgarische Badmintonmeisterschaft 2022 fand vom 3. bis zum 6. Februar 2022 in Sofia statt.

## Medaillengewinner
| Disziplin    | Gold                           | Silber                                | Bronze                                |
| ------------ | ------------------------------ | ------------------------------------- | ------------------------------------- |
| Herreneinzel | Daniel Nikolov                 | Ivan Rusev                            | Peyo Boichinov                        |
| Herreneinzel | Daniel Nikolov                 | Ivan Rusev                            | Ilian Stojnov                         |
| Dameneinzel  | Stefani Stoeva                 | Mariya Mitsova                        | Gabriela Stoeva                       |
| Dameneinzel  | Stefani Stoeva                 | Mariya Mitsova                        | Kaloyana Nalbantova                   |
| Herrendoppel | Daniel Nikolov Peyo Boichinov  | Ivan Rusev Ilian Stojnov              | Stilijan Makarski Martin Hlebarski    |
| Herrendoppel | Daniel Nikolov Peyo Boichinov  | Ivan Rusev Ilian Stojnov              | Tihomir Kirov Plamen Mihalev          |
| Damendoppel  | Gabriela Stoeva Stefani Stoeva | Petya Nedelcheva Dimitria Popstoikova | Tanja Ivanova Gergana Pavlova         |
| Damendoppel  | Gabriela Stoeva Stefani Stoeva | Petya Nedelcheva Dimitria Popstoikova | Kaloyana Nalbantova Mihaela Zlatanova |
| Mixed        | Daniel Nikolov Gabriela Stoeva | Ilian Stojnov Stefani Stoeva          | Philip Shishov Dimitria Popstoikova   |
| Mixed        | Daniel Nikolov Gabriela Stoeva | Ilian Stojnov Stefani Stoeva          | Stilijan Makarski Diana Makarska      |